# Sokolivka, Kozeleț
Sokolivka (în ucraineană Соколівка) este un sat în comuna Maksîm din raionul Kozeleț, regiunea Cernihiv, Ucraina.

## Demografie
Componența lingvistică a localității Sokolivka
     Ucraineană (99,29%)
     Alte limbi (0,72%)
Conform recensământului din 2001, majoritatea populației localității Sokolivka era vorbitoare de ucraineană (99,29%), existând în minoritate și vorbitori de alte limbi.